# La Fragua (Chile)
La Fragua, es una localidad chilena ubicada en la Provincia del Huasco, Región de Atacama. De acuerdo a su población es una entidad que tiene el rango de  caserío. Se encuentra ubicada en la ribera sur del Río El Tránsito, próximo al poblado de La Areana, conforma parte de uno de los asentamientos del Valle de El Tránsito conocido antiguamente como Valle de los Naturales.

## Historia
Los antecedentes históricos de esta localidad son escasos.
La localidad de La Fragua era parte de las explotaciones agrícolas ubicadas en la margen sur del Río El Tránsito y que debido a su proximidad al poblado de El Tránsito su historia está muy ligada a ella. 
En octubre de 1885 La Fragua conformaba parte del territorio de la Subdelegación N° 7 de El Tránsito del Departamento de Vallenar.
Para 1899 esta localidad era solo un paraje.

Fragua (La).-Paraje del departamento de Vallenar en el riachuelo del Transito inmediato á la aldea de este nombre.
 Francisco Astaburuaga, 1899

En 1979 se crea la Municipalidad de Alto del Carmen, con capital en el poblado del mismo nombre, del cual pasan a depender directamente los poblados de El Tránsito y La Fragua.

## Turismo
La localidad de La Fragua posee pocos atractivos turísticos, ya que su actividad principal es la agricultura.

## Accesibilidad y transporte
El Poblado de La Fragua se ubica a al interior del poblado de El Tránsito.
Se puede acceder a esta localidad en vehículo o caminando.
Existe transporte público diario a través de buses de rurales desde el terminar rural del Centro de Servicios de la Comuna de Alto del Carmen, ubicado en calle Marañón 1289, Vallenar.
Si viaja en vehículo propio, no olvide cargar suficiente combustible en Vallenar antes de partir. No existen puntos de venta de combustible en la comuna de Alto del Carmen.
A pesar de la distancia, es necesario considerar un tiempo mayor de viaje, debido a que la velocidad de viaje esta limitada por el diseño del camino. Se sugiere hacer una parada de descanso en el poblado de Alto del Carmen para hacer más grato su viaje.
El camino es transitable durante todo el año, sin embargo es necesario tomar precauciones en caso de eventuales lluvias en invierno.

## Alojamiento y alimentación
En la comuna de Alto del Carmen existen pocos servicios de alojamiento formales en Alto del Carmen y en Chanchoquín Grande, se recomienda hacer una reserva con anticipación.
Próximo a El Tránsito existen algunos servicios de alojamiento rural en casas de familia en proceso de formalización.
En las proximidades a La Fragua no hay servicios de Camping, sin embargo se puede encontrar algunos puntos rurales con facilidades para los campistas en El Tránsito y en Quebrada de Pinte.
Los servicios de alimentación son escasos, existiendo en Alto del Carmen, Chanchoquín Grande y en El Tránsito algunos restaurantes.
En muchos poblados como La Arena hay pequeños almacenes que pueden facilitar la adquisición de productos básicos durante su visita.

## Salud, conectividad y seguridad
El poblado de La Fragua cuenta con servicio de electricidad, iluminación pública y red de agua potable.
En el poblado de  El Tránsito existe un Retén de Carabineros de Chile y una Posta Rural dependiente de la Municipalidad de Alto del Carmen
Al igual que muchos poblados de la comuna, La Arena cuenta con servicio de teléfonos públicos rurales, existe además señal para teléfonos celulares.
El Municipio cuenta con una red de radio VHF en toda la comuna en caso de emergencias.